# Lijst van zoogdieren in Brazilië
Brazilië behoort tot de landen met de grootste aantallen zoogdieren ter wereld, met meer dan 600 beschreven soorten.

## OrdeOpossums(Didelphimorphia)

### FamilieEchte opossums(Didelphidae)
- Rode wolhaarbuidelrat (Caluromys lanatus)
- Gele wolhaarbuidelrat (Caluromys philander)
- Gekraagde wolhaarbuidelrat (Caluromysiops irrupta)
- Wateropossum (Chironectes minimus)
- Cryptonanus agricolai
- Cryptonanus guahybae
- Zuid-Amerikaanse opossum (Didelphis albiventris)
- Didelphis aurita
- Didelphis imperfecta
- Midden-Amerikaanse opossum (Didelphis marsupialis)
- Pluimstaartbuidelrat (Glironia venusta)
- Gracilinanus agilis
- Gracilinanus emilae
- Gracilinanus microtarsus
- Dikstaartbuidelrat (Lutreolina crassicaudata)
- Vosrode dwergbuidelrat (Marmosa lepida)
- Aeneasrat (Marmosa murina)
- Marmosops bishopi
- Marmosops impavidus
- Marmosops incanus
- Marmosops neblina
- Marmosops noctivagus
- Sierlijke buidelrat (Marmosops parvidens)
- Marmosops paulensis
- Marmosops pinheiroi
- Kaalstaartbuidelrat (Metachirus nudicaudatus)
- Micoureus constantiae
- Grauwe dwergbuidelrat (Micoureus demerarae)
- Grijze dwergbuidelrat (Micoureus paraguayanus)
- Micoureus regina
- Gestreepte buidelspitsmuis (Monodelphis americana)
- Monodelphis brevicaudata
- Monodelphis dimidiata
- Huisbuidelspitsmuis (Monodelphis domestica)
- Monodelphis emiliae
- Monodelphis glirina
- Monodelphis iheringi
- Monodelphis kunsi
- Monodelphis maraxina
- Monodelphis rubida
- Monodelphis scalops
- Monodelphis sorex
- Monodelphis theresa
- Monodelphis umbristriata
- Monodelphis unistriata
- Philander frenatus
- Zwarte vieroogbuidelrat (Philander mcilhennyi)
- Grijze vieroogbuidelrat (Philander opossum)
- Thylamys karimii
- Thylamys macrurus
- Thylamys velutinus

## OrdeLuiaards en miereneters(Pilosa)

### FamilieDrievingerige luiaards(Bradypodidae)
- Kraagluiaard (Bradypus torquatus)

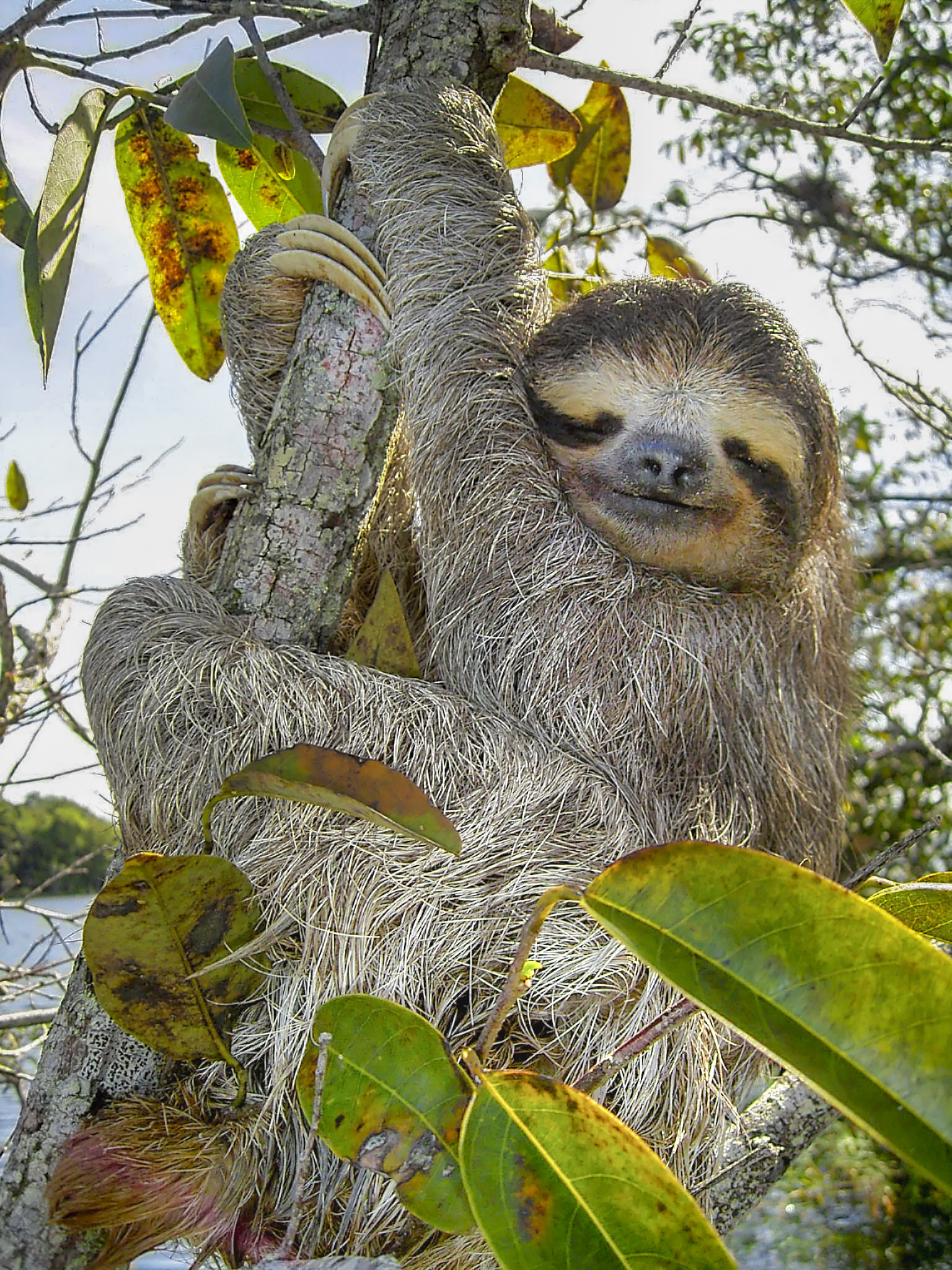
Kapucijnluiaard (Bradypus variegatus)

- Drievingerige luiaard (Bradypus tridactylus)
- Kapucijnluiaard (Bradypus variegatus)

### FamilieTweevingerige luiaards(Megalonychidae)
- Tweevingerige luiaard (Choloepus didactylus)
- Hoffmannluiaard (Choloepus hoffmanni)

### FamilieMiereneters(Myrmecophagidae)

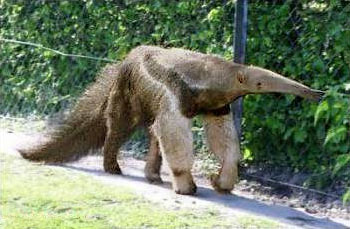
Reuzenmiereneter (Myrmecophaga tridactyla)

- Reuzenmiereneter (Myrmecophaga tridactyla)
- Zuidelijke boommiereneter (Tamandua tetradactyla)

### FamilieDwergmiereneters(Cyclopedidae)
- Dwergmiereneter (Cyclopes didactylus)

## OrdeGordeldierachtigen(Cingulata)

### FamilieGordeldieren(Dasypodidae)
- Groot kaalstaartgordeldier (Cabassous tatouay)
- Zuidelijk kaalstaartgordeldier (Cabassous unicinctus)
- Zuidelijk gordeldier (Dasypus hybridus)
- Kapplergordeldier (Dasypus kappleri)
- Negenbandig gordeldier (Dasypus novemcinctus)
- Zevenbandgordeldier (Dasypus septemcinctus)
- Zesbandgordeldier (Euphractus sexcinctus)
- Reuzengordeldier (Priodontes maximus)
- Kogelgordeldier (Tolypeutes matacus)
- Driebandgordeldier (Tolypeutes tricinctus)

## OrdeVleermuizen(Chiroptera)

### FamilieHazenlipvleermuizen(Noctilionidae)
- Kleine hazenlipvleermuis (Noctilio albiventris)
- Grote hazenlipvleermuis (Noctilio leporinus)

### FamilieSchedestaartvleermuizen(Emballonuridae)
- Centronycteris maximiliani
- Cormura brevirostris
- Cyttarops alecto
- Spookvleermuis (Diclidurus albus)
- Diclidurus ingens
- Diclidurus isabellus
- Diclidurus scutatus
- Peropteryx kappleri
- Peropteryx leucoptera
- Peropteryx macrotis
- Langneusvleermuis (Rhynchonycteris naso)
- Tweestrepige zakvleermuis (Saccopteryx bilineata)
- Saccopteryx canescens
- Saccopteryx gymnura
- Saccopteryx leptura

### FamiliePlooilipvleermuizen(Mormoopidae)
- Pteronotus gymnonotus
- Kaalrugvleermuis (Pteronotus parnellii)
- Snorbaardvleermuis (Pteronotus personatus)

### FamilieBladneusvleermuizen van de Nieuwe Wereld(Phyllostomidae)
- Ametrida centurio
- Anoura caudifer
- Geoffroys bladneusvleermuis (Anoura geoffroyi)
- Artibeus anderseni
- Artibeus cinereus
- Artibeus concolor
- Artibeus fimbriatus
- Artibeus glaucus
- Artibeus gnomus
- Grote vruchtenvampier (Artibeus lituratus)
- Artibeus obscurus
- Artibeus planirostris
- Carollia benkeithi
- Carollia brevicauda
- Carollia castanea
- Brilbladneusvleermuis (Carollia perspicillata)
- Chiroderma doriae
- Chiroderma trinitatum
- Chiroderma villosum
- Choeroniscus minor
- Chrotopterus auritus
- Gewone vampier (Demodus rotundus)
- Witvleugelvampier (Diaemus youngi)
- Ruigpootvampier (Diphylla ecaudata)
- Glossophaga commissarisi
- Glossophaga longirostris
- Kleine langtongvleermuis (Glossophaga soricina)
- Glyphonycteris behnii
- Glyphonycteris daviesi
- Glyphonycteris sylvestris
- Lampronycteris brachyotis
- Lionycteris spurrelli
- Lichonycteris obscura
- Lionycteris spurrelli
- Lonchophylla bokermanni
- Lonchophylla dekeyseri
- Lonchophylla mordax
- Lonchophylla thomasi
- Zwaardneusvleermuis (Lonchorhina aurita)
- Lonchorhina inusitata
- Lophostoma brasiliense
- Lophostoma carrikeri
- Lophostoma schulzi
- Lophostoma silvicolum
- Langpootvleermuis (Macrophyllum macrophyllum)
- Mesophylla macconnelli
- Micronycteris brosseti
- Micronycteris hirsuta
- Micronycteris homezi
- Micronycteris megalotis
- Micronycteris microtis
- Micronycteris minuta
- Micronycteris sanborni
- Micronycteris schmidtorum
- Mimon bennettii
- Mimon crenulatum
- Neonycteris pusilla
- Phylloderma stenops
- Bonte lansneusvleermuis (Phyllostomus discolor)
- Phyllostomus elongatus
- Grote lansneusvleermuis (Phyllostomus hastatus)
- Platyrrhinus brachycephalus
- Platyrrhinus helleri
- Platyrrhinus infuscus
- Platyrrhinus lineatus
- Platyrrhinus recifinus
- Pygoderma bilabiatum
- Rhinophylla fischerae
- Rhinophylla pumilio
- Scleronycteris ega
- Sphaeronycteris toxophyllum
- Geelschoudervleermuis (Sturnira lilium)
- Sturnira magna
- Sturnira tildae
- Tonatia bidens
- Tonatia saurophila
- Franjelipvleermuis (Trachops cirrhosus)
- Trinycteris nicefori
- Prieelvleermuis (Uroderma bilobatum)
- Uroderma magnirostrum
- Vampyressa pusilla
- Vampyriscus bidens
- Vampyriscus brocki
- Vampyrodes caraccioli
- Grote onechte vampier (Vampyrum spectrum)

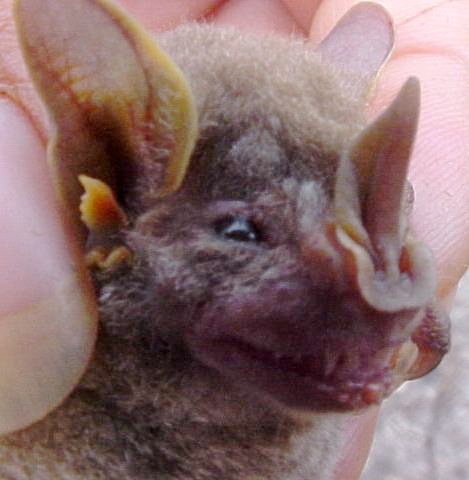
Grote onechte vampier (Vampyrum spectrum)

### FamilieTrechteroorvleermuizen(Natalidae)
- Natalus espiritosantensis

### FamilieFuriën(Furipteridae)
- Kortduimvleermuis (Furipterus horrens)

### FamilieHechtschijfvleermuizen(Thyropteridae)
- Thyroptera devivoi
- Hondurashechtschijfvleermuis (Thyroptera discifera)
- Thyroptera lavali
- Driekleurhechtschijfvleermuis (Thyroptera tricolor)

### FamilieGladneusvleermuizen(Vespertilionidae)
- Eptesicus brasiliensis
- Eptesicus chiriquinus
- Eptesicus diminutus
- Eptesicus furinalis
- Grote bruine vleermuis (Eptesicus fuscus)
- Eptesicus taddeii
- Histiotus alienus
- Histiotus velatus
- Lasiurus blossevillii
- Grijze vleermuis (Lasiurus cinereus)
- Lasiurus ebenus
- Zuidelijke gele vleermuis (Lasiurus ega)
- Lasiurus egregius
- Myotis albescens
- Myotis levis
- Myotis nigricans
- Myotis riparius
- Myotis ruber
- Myotis simus
- Rhogeessa hussoni
- Rhogeessa io

### FamilieBulvleermuizen(Molossidae)
- Cynomops abrasus
- Cynomops greenhalli
- Cynomops paranus
- Cynomops planirostris
- Eumops auripendulus
- Eumops bonariensis
- Eumops dabbenei
- Eumops glaucinus
- Eumops hansae
- Eumops perotis
- Eumops trumbulli
- Molossops mattogrossensis
- Molossops neglectus
- Molossops temminckii
- Molossus coibensis
- Molossus currentium
- Molossus molossus
- Molossus pretiosus
- Zwarte fluweelvleermuis (Molossus rufus)
- Nyctinomops aurispinosus
- Nyctinomops laticaudatus
- Nyctinomops macrotis
- Promops centralis
- Promops nasutus
- Guanovleermuis (Tadarida brasiliensis)

## OrdePrimaten(Primates)

### FamilieCebidae
- Springtamarin (Callimico goeldii)
- Callithrix acariensis
- Zilveraapje (Callithrix argentata)
- Witoorzijdeaapje (Callithrix aurita)
- Geelvoetzijdeaapje (Callithrix chrysoleuca)
- Snethlages zijdeaapje (Callithrix emiliae)
- Geelkoppenseelaapje (Callithrix flaviceps)
- Geoffroypenseelaapje (Callithrix geoffroyi)
- Witschouderzijdeaapje (Callithrix humeralifera)
- Callithrix humilis
- Aripuanãzijdeaapje (Callithrix intermedia)
- Gewoon penseelaapje (Callithrix jacchus)
- Wieds zwartpluimpenseelaapje (Callithrix kuhlii)
- Callithrix leucippe
- Callithrix manicorensis
- Marca's zijdeaapje (Callithrix marcai)
- Mauészijdeaapje (Callithrix mauesi)
- Zwartstaartzijdeaapje (Callithrix melanura)
- Zwartkopzijdeaapje (Callithrix nigriceps)
- Zwartoorpenseelaapje (Callithrix penicillata)
- Dwergzijdeaapje (Callithrix pygmaea)
- Callithrix saterei
- Witvoorhoofdkapucijnaap (Cebus albifrons)
- Bruine kapucijnaap (Cebus apella)
- Cebus kaapori
- Cebus libidinosus
- Cebus nigritus
- Treurkapucijnaap (Cebus olivaceus)
- Cebus queirozi
- Geelborstkapucijnaap (Cebus xanthosternos)
- Zwartkopleeuwaapje (Leontopithecus caissara)
- Goudkopleeuwaapje (Leontopithecus chrysomelas)
- Roodstuitleeuwaapje (Leontopithecus chrysopygus)
- Gouden leeuwaapje (Leontopithecus rosalia)
- Mantelaapje (Saguinus bicolor)
- Bruinrugtamarin (Saguinus fuscicollis)
- Keizertamarin (Saguinus imperator)
- Vlekkoptamarin (Saguinus inustus)
- Roodbuiktamarin (Saguinus labiatus)
- Martinsmantelaapje (Saguinus martinsi)
- Witte tamarin (Saguinus melanoleucus)
- Roodhandtamarin (Saguinus midas)
- Snortamarin (Saguinus mystax)
- Zwarthandtamarin (Saguinus niger)
- Zwartrugtamarin (Saguinus nigricollis)
- Roodkoptamarin (Saguinus pileatus)
- Goudmanteltamarin (Saguinus tripartitus)
- Boliviaans doodshoofdaapje (Saimiri boliviensis)
- Grijsgroen doodshoofdaapje (Saimiri sciureus)
- Goudrugdoodshoofdaapje (Saimiri ustus)
- Saimiri vanzolinii

### FamilieNachtaapjes(Aotidae)
- Aotus nancymaae
- Roodneknachtaapje (Aotus nigriceps)
- Grijsneknachtaapje (Aotus trivirgatus)
- Aotus vociferans

### FamilieSakiachtigen(Pitheciidae)
- Gewone oeakari (Cacajao calvus)
- Zwartkopoeakari (Cacajao melanocephalus)
- Callicebus baptista
- Noord-Bahiaanse blonde springaap (Callicebus barbarabrownae)
- Callicebus bernhardi
- Callicebus brunneus
- Callicebus caligatus
- Callicebus cinerascens
- Coimbraspringaap (Callicebus coimbrai)
- Rode springaap (Callicebus cupreus)
- Callicebus discolor
- Callicebus dubius
- Hoffmannsspringaap (Callicebus hoffmannsi)
- Callicebus lucifer
- Callicebus lugens
- Callicebus melanochir
- Grijze springaap (Callicebus moloch)
- Callicebus nigrifrons
- Callicebus pallescens
- Zwartkopspringaap (Callicebus personatus)
- Callicebus purinus
- Callicebus regulus
- Callicebus stephennashi
- Callicebus torquatus
- Witneussaki (Chiropotes albinasus)
- Roodrugsaki (Chiropotes chiropotes)
- Chiropotes israelita
- Baardsaki (Chiropotes satanas)
- Chiropotes utahickae
- Gele saki (Pithecia albicans)
- Kaalgezichtsaki (Pithecia irrorata)
- Monnikssaki (Pithecia monachus)
- Witkopsaki (Pithecia pithecia)

### FamilieGrijpstaartapen(Atelidae)
- Roodhandbrulaap (Alouatta belzebul)
- Zwarte brulaap (Alouatta caraya)
- Alouatta clamitans
- Alouatta discolor
- Bruine brulaap (Alouatta guariba)
- Alouatta juara
- Alouatta macconnelli
- Alouatta nigerrima
- Alouatta puruensis
- Alouatta ululata
- Zwartgezichtslingeraap (Ateles chamek)
- Witbrauwslingeraap (Ateles marginatus)
- Bosduivel (Ateles paniscus)
- Zuidelijke spinaap (Brachyteles arachnoides)
- Noordelijke spinaap (Brachyteles hypoxanthus)
- Lagothrix cana
- Lagothrix lagotricha
- Lagothrix poeppigii

## OrdeRoofdieren(Carnivora)

### FamilieHondachtigen(Canidae)
- Kortoorvos (Atelocynus macrotis)
- Krabbenetende vos (Cerdocyon thous)
- Manenwolf (Chrysocyon brachyurus)
- Azaravos (Lycalopex gymnocercus)
- Lycalopex vetulus
- Boshond (Speothos venaticus)

### FamilieKatachtigen(Felidae)

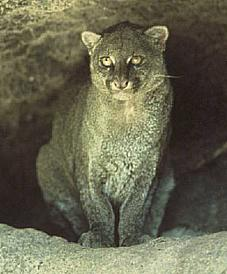
De jaguarundi (Puma yaguaroundi)

- Verwilderde kat (Felis catus) (geïntroduceerd)
- Pantanalkat (Leopardus braccatus)
- Geoffroykat (Leopardus geoffroyi)
- Ocelot (Leopardus pardalis)
- Tijgerkat (Leopardus tigrinus)
- Margay (Leopardus wiedii)
- Jaguar (Panthera onca)
- Poema (Puma concolor)
- Jaguarundi (Puma yaguaroundi)

### FamilieMarterachtigen(Mustelidae)
- Tayra (Eira barbara)
- Galictis cuja
- Grison (Galictis vittata)
- Langstaartotter (Lontra longicaudis)
- Mustela africana
- Reuzenotter (Pteronura brasiliensis)

### FamilieStinkdieren(Mephitidae)
- Conepatus chinga
- Conepatus semistriatus

### FamilieOorrobben(Otariidae)
- Zuid-Amerikaanse zeebeer (Arctocephalus australis)
- Manenrob (Otaria flavescens)

### FamilieZeehonden(Phocidae)
- Krabbeneter (Lobodon carcinophagus)
- Zuidelijke zeeolifant (Mirounga leonina)

### FamilieKleine beren(Procyonidae)
- Rode neusbeer (Nasua nasua)
- Rolstaartbeer (Potos flavus)
- Krabbenetende wasbeer (Procyon cancrivorus)

## OrdeWalvissen(Cetacea)

### FamilieEchte walvissen(Balaenidae)
- Zuidkaper (Eubalaena australis)

### FamilieVinvissen(Balaenopteridae)
- Dwergvinvis (Balaenoptera acutorostrata)
- Antarctische dwergvinvis (Balaenoptera bonaerensis)
- Noordse vinvis (Balaenoptera borealis)
- Edens vinvis (Balaenoptera edeni)
- Blauwe vinvis (Balaenoptera musculus)
- Gewone vinvis (Balaenoptera physalus)
- Bultrug (Megaptera novaeangliae)

### FamilieDolfijnen(Delphinidae)

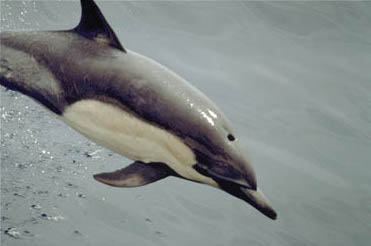
Kaapse dolfijn (Delphinus capensis)

- Kaapse dolfijn (Delphinus capensis)
- Dwerggriend (Feresa attenuata)
- Indische griend (Globicephala macrorhynchus)
- Griend (Globicephala melas)
- Gramper (Grampus griseus)
- Sarawakdolfijn (Lagenodelphis hosei)
- Zuidelijke gladde dolfijn (Lissodelphis peronii)
- Orka (Orcinus orca)
- Veeltandgriend (Peponocephala electra)
- Zwarte zwaardwalvis (Pseudorca crassidens)
- Tucuxi (Sotalia fluviatilis)
- Slanke dolfijn (Stenella attenuata)
- Clymene-dolfijn (Stenella clymene)
- Gestreepte dolfijn (Stenella coeruleoalba)
- Atlantische vlekdolfijn (Stenella frontalis)
- Langsnuitdolfijn (Stenella longirostris)
- Snaveldolfijn (Steno bredanensis)
- Tuimelaar (Tursiops truncatus)

### FamilieBruinvissen(Phocoenidae)
- Brilbruinvis (Phocoena dioptrica)
- Bruinvis van Burmeister (Phocoena spinipinnis)

### FamiliePotvissen(Physeteridae)
- Potvis (Physeter macrocephalus)

### FamilieIniidae
- Orinocodolfijn (Inia geoffrensis)
- La Plata-dolfijn (Pontoporia blainvillei)

### FamilieSpitssnuitdolfijnen(Ziphiidae)
- Zuidelijke zwarte dolfijn (Berardius arnuxii)
- Zuidelijke butskop (Hyperoodon planifrons)
- Spitssnuitdolfijn van Blainville (Mesoplodon denstirostris)
- Hectorspitssnuitdolfijn (Mesoplodon hectori)
- Dolfijn van Cuvier (Ziphius cavirostris)

## OrdeZeekoeien(Sirenia)

### FamilieLamantijnen(Trichechidae)
- Amazonelamantijn (Trichechus inunguis)
- Caribische lamantijn (Trichechus manatus)

## OrdeOnevenhoevigen(Perissodactyla)

### FamilieTapirs(Tapiridae)
- Laaglandtapir (Tapirus terrestris)

## OrdeEvenhoevigen(Artiodactyla)

### FamilieVarkens(Suidae)
- Wild zwijn (Sus scrofa) (geïntroduceerd)

### FamiliePekari's(Tayassuidae)
- Halsbandpekari (Pecari tajacu)
- Amazonereuzenpekari (Pecari maximus)
- Witlippekari (Tayassu pecari)

### FamilieHertachtigen(Cervidae)
- Axishert (Axis axis)
- Zuid-Amerikaans moerashert (Blastocerus dichotomus)
- Rood spieshert (Mazama americana)
- Mazama bororo
- Mazama gouazoubira
- Mazama nana
- Witstaarthert (Odocoileus virginianus)
- Pampahert (Ozotoceros bezoarticus)

## OrdeKnaagdieren(Rodentia)

### FamilieBoomstekelvarkens(Erethizontidae)
- Borstelstaartboomstekelvarken (Chaetomys subspinosus)
- Coendou nycthemera
- Grijpstaartstekelvarken (Coendou prehensilis)
- Wolharig grijpstaartstekelvarken (Sphiggurus insidiosus)
- Sphiggurus melanurus
- Sphiggurus roosmalenorum
- Zuid-Amerikaans wolharig dwerggrijpstaartstekelvarken (Sphiggurus spinosus)
- Sphiggurus villosus

### FamiliePacarana's(Dinomyidae)
- Pacarana (Dinomys branickii)

### FamilieCavia-achtigen(Caviidae)
- Cavia (Cavia aperea)
- Amazonecavia (Cavia fulgida)
- Cavia intermedia
- Cavia magna
- Galea flavidens
- Galea spixii
- Capybara (Hydrochoerus hydrochaeris)
- Kerodon acrobata
- Rotsmoko (Kerodon rupestris)

### FamilieAgoeti's en acouchy's(Dasyproctidae)
- Azara's agoeti (Dasyprocta azarae)
- Mooragoeti (Dasyprocta fuliginosa)
- Goudhaas (Dasyprocta leporina)
- Dasyprocta prymnolopha
- Dasyprocta punctata
- Rode acouchy (Myoprocta acouchy)
- Groene acouchy (Myoprocta pratti)

### FamiliePaca's(Cuniculidae)
- Paca (Cuniculus paca)

### FamilieToekotoeko's(Ctenomyidae)
- Ctenomys boliviensis
- Ctenomys brasiliensis
- Ctenomys flamarioni
- Ctenomys lami
- Ctenomys minutus
- Ctenomys torquatus

### FamilieStekelratten(Echimyidae)
- Callistomys pictus
- Uilenstekelrat (Carterodon sulcidens)
- Clyomys bishopi
- Savannestekelrat (Clyomys laticeps)
- Dactylomys boliviensis
- Echte vingerrat (Dactylomys dactylinus)
- Guiara (Euryzygomatomys spinosus)
- Echimys chrysurus
- Echimys paleaceus
- Echimys vieirai
- Toro (Isothrix bistriata)
- Isothrix negrensis
- Isothrix pagurus
- Bamboevingerrat (Kannabateomys amblyonyx)
- Bosstekelrat (Lonchothrix emiliae)
- Makalata didelphoides
- Makalata macrura
- Mesomys hispidus
- Mesomys occultus
- Mesomys stimulax
- Phyllomys blainvillii
- Phyllomys brasiliensis
- Phyllomys dasythrix
- Phyllomys kerri
- Phyllomys lamarum
- Phyllomys lundi
- Phyllomys mantiqueirensis
- Phyllomys medius
- Phyllomys nigrispinus
- Phyllomys pattoni
- Phyllomys thomasi
- Phyllomys unicolor
- Proechimys brevicauda
- Proechimys cuvieri
- Proechimys echinothrix
- Proechimys gardneri
- Proechimys goeldii
- Cayennerat (Proechimys guyannensis)
- Proechimys hoplomyoides
- Proechimys kulinae
- Proechimys longicaudatus
- Proechimys pattoni
- Proechimys roberti
- Proechimys simonsi
- Proechimys steerei
- Thrichomys apereoides
- Thrichomys inermis
- Thrichomys pachyurus
- Trinomys albispinus
- Trinomys dimidiatus
- Trinomys eliasi
- Trinomys gratiosus
- Trinomys iheringi
- Trinomys mirapitanga
- Trinomys moojeni
- Trinomys myosuros
- Trinomys paratus
- Trinomys setosus
- Trinomys yonenagae
- Toromys grandis

### FamilieBeverratten(Myocastoridae)

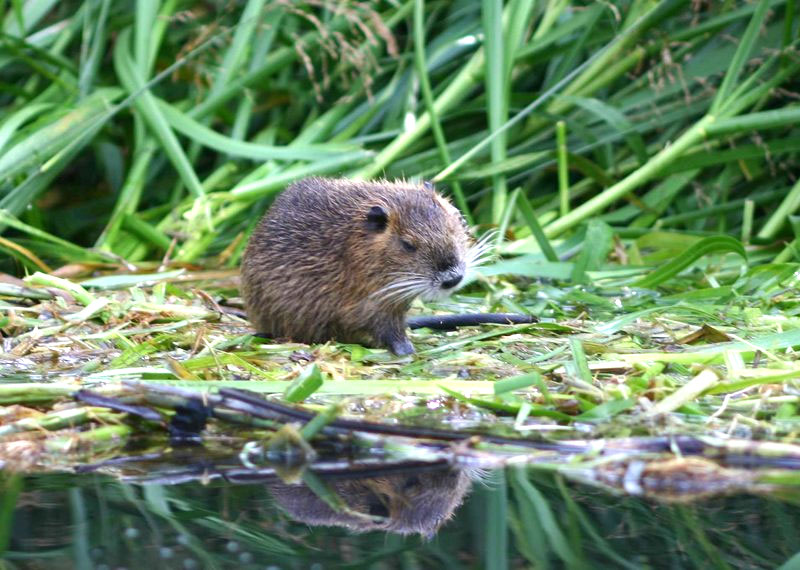
Beverrat ('Myocastor coypus)

- Beverrat (Myocastor coypus)

### FamilieEekhoorns(Sciuridae)
- Microsciurus flaviventer
- Sciurillus pusillus
- Braziliaanse eekhoorn (Sciurus aestuans)
- Sciurus gilvigularis
- Sciurus ignitus
- Peruaanse witnekeekhoorn (Sciurus igniventris)
- Sciurus spadiceus

### FamilieMuisachtigen(Muridae)
- Huismuis (Mus musculus) (geïntroduceerd)
- Bruine rat (Rattus norvegicus) (geïntroduceerd)
- Zwarte rat (Rattus rattus) (geïntroduceerd)

### FamilieWoelmuisachtigen(Cricetidae)
- Braziliaanse stekelrat (Abrawayaomys ruschii)
- Akodon azarae
- Akodon cursor
- Akodon lindberghi
- Akodon montensis
- Akodon mystax
- Akodon paranaensis
- Akodon reigi
- Akodon sanctipaulensis
- Akodon serrensis
- Bibimys labiosus
- Blarinomys breviceps
- Brucepattersonius griserufescens
- Brucepattersonius igniventris
- Brucepattersonius iheringi
- Brucepattersonius soricinus
- Calomys callosus
- Calomys expulsus
- Vespermuis (Calomys laucha)
- Calomys tener
- Calomys tocantinsi
- Cerradomys maracajuensis
- Cerradomys marinhus
- Cerradomys scotti
- Cerradomys subflavus
- Delomys collinus
- Delomys dorsalis
- Delomys sublineatus
- Deltamys kempi
- Euryoryzomys emmonsae
- Euryoryzomys lamia
- Euryoryzomys macconnelli
- Euryoryzomys nitidus
- Euryoryzomys russatus
- Graomys griseoflavus
- Holochilus brasiliensis
- Holochilus sciureus
- Hylaeamys laticeps
- Hylaeamys megacephalus
- Hylaeamys perenensis
- Hylaeamys seuanezi
- Hylaeamys yunganus
- Juliomys pictipes
- Juliomys rimofrons
- Juscelinomys candango
- Kunsia fronto
- Zuid-Amerikaanse reuzenwaterrat (Kunsia tomentosus)
- Reuzenwaterrat (Lundomys molitor)
- Microakodontomys transitorius
- Neacomys dubosti
- Neacomys guianae
- Neacomys minutus
- Neacomys musseri
- Neacomys paracou
- Neacomys spinosus
- Necromys lasiurus
- Necromys urichi
- Nectomys apicalis
- Nectomys rattus
- Nectomys squamipes
- Neusticomys ferreirai
- Neusticomys oyapocki
- Noronhomys vespuccii
- Oecomys auyantepui
- Oecomys bicolor
- Oecomys catherinae
- Oecomys cleberi
- Oecomys concolor
- Oecomys mamorae
- Oecomys paricola
- Oecomys rex
- Oecomys roberti
- Oecomys rutilus
- Oecomys trinitatis
- Oligoryzomys chacoensis
- Oligoryzomys flavescens
- Oligoryzomys fornesi
- Oligoryzomys fulvescens
- Oligoryzomys microtis
- Oligoryzomys moojeni
- Oligoryzomys nigripes
- Oligoryzomys rupestris
- Oligoryzomys stramineus
- Oxymycterus amazonicus
- Oxymycterus angularis
- Oxymycterus caparoae
- Oxymycterus dasytrichus
- Oxymycterus delator
- Oxymycterus hispidus
- Oxymycterus nasutus
- Oxymycterus quaestor
- Oxymycterus roberti
- Rio de Janeiro-rijstrat (Phaenomys ferrugineus)
- Podoxymys roraimae
- Pseudoryzomys simplex
- Reithrodon typicus
- Braziliaanse boommuis (Rhagomys rufescens)
- Rhipidomys cariri
- Rhipidomys emiliae
- Rhipidomys gardneri
- Rhipidomys leucodactylus
- Rhipidomys macconnelli
- Rhipidomys macrurus
- Rhipidomys mastacalis
- Rhipidomys nitela
- Rhipidomys wetzeli
- Argentijnse waterrat (Scapteromys tumidus)
- Scolomys ucayalensis
- Sigmodon alstoni
- Sooretamys angouya
- Thalpomys cerradensis
- Thalpomys lasiotis
- Thaptomys nigrita
- Wiedomys cerradensis
- Wieds roodsnuitmuis (Wiedomys pyrrhorhinos)
- Wilfredomys oenax
- Zygodontomys brevicauda

## OrdeHaasachtigen(Lagomorpha)

### FamilieHazen en konijnen(Leporidae)
- Haas (Lepus europaeus) (geïntroduceerd)
- Braziliaans konijn (Sylvilagus brasiliensis)